# Рейньєр Алькантара
Рейньєр Алькантара Нуньєс (ісп. Reinier Alcántara Nuñez; нар 14 січня 1982, Пінар-дель-Ріо) — кубинський футболіст, нападник.

## Кар'єра
Рейньєр Алькантара почав кар'єру в 15-річному віці в клубі «Пінар-дель-Ріо» і виступав за нього до 2008 року, провівши 90 матчів і забив 50 голів. Двічі з клубом він вигравав чемпіонат Куби і двічі ставав найкращим гравцем першості.
Алькантара виступав за збірні Куби до 17 і до 23 років. У 2005 році дебютував у складі першої збірної Куби в матчі з Гаїті. 8 червня 2007 року в матчі Золотого кубка КОНКАКАФ він забив перший м'яч за збірну, вразивши ворота Мексики. Всього за збірну він провів 22 матчі і забив 14 голів, проте вважається, що Алькантара міг провести більше матчів у складі національної команди.
У жовтні 2008 року Алькантара втік з готелю у Вашингтоні, де розташовувалася збірна, яка готувалася до матчу 11 жовтня проти команди США. Свою втечу форвард спланував заздалегідь: він посилено тренувався, щоб потрапити до складу команди на цей матч. Алькантара зловив таксі і поїхав до Макдоналдса, що знаходиться поза межами міста; там він зустрівся зі своїм другом, який перевіз його в Аталанту. Збірна Куби матч програла 1:6. Алькантарі був наданий дозвіл на проживання в США і дозвіл на роботу.
Після отримання дозволу на роботу, Алькантара почав контактувати з американськими клубами MLS, пропонуючи їм свої послуги. Не отримавши пропозицій від клубів вищої американського дивізіону, Алькантара підписав контракт з клубом першої ліги «Маямі».

## Досягнення

### Командні
- Чемпіон Куби: 2000, 2006

### Особисті
- Футболіст року на Кубі: 2006, 2007